# Reinhold Mitterlehner

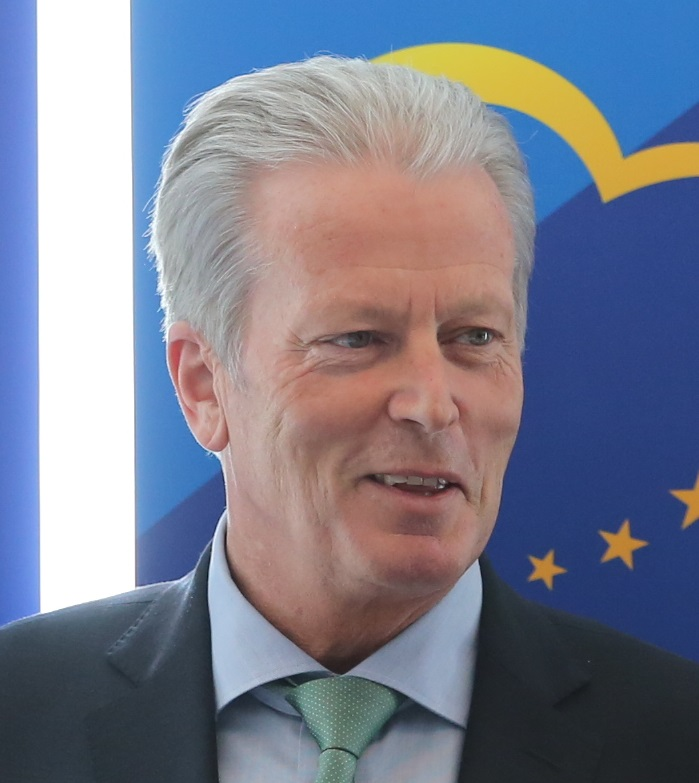
Reinhold Mitterlehner

Reinhold Mitterlehner (n. Helfenberg, Austria, 10 de diciembre de 1955) es un político y abogado austriaco.
Es miembro del Partido Popular Austríaco.
Ejerció como Ministro de Economía, Familia y Juventud entre 2008 y 2013, y como Ministro de Ciencia, Investigación y Economía entre 2013 y 2017. También fungió como Vicecanciller de Austria entre 2014 y 2017, durante los gobiernos de Werner Faymann y Christian Kern.
Luego de la renuncia de Werner Faymann, desde el día 9 de mayo y hasta el 17 de mayo de 2016, ocupó interinamente el cargo de Canciller de Austria.
Entre 2014 y 2017 fue presidente del Partido Popular Austríaco.

## Biografía
Nacido en la localidad de Helfenberg del estado austriaco de Alta Austria, el día 10 de diciembre de 1955.
Tiene un Doctorado en Derecho por la "Johannes Kepler University Linz" en 1980.
Luego se trasladó a Suiza, donde asistió a un curso de postgrado de Ciencias de la administración en la ciudad de Friburgo.